# Pseudocuma longicorne
Pseudocuma longicorne là một loài giáp xác biển trong họ Bodotriidae.

## Hình ảnh

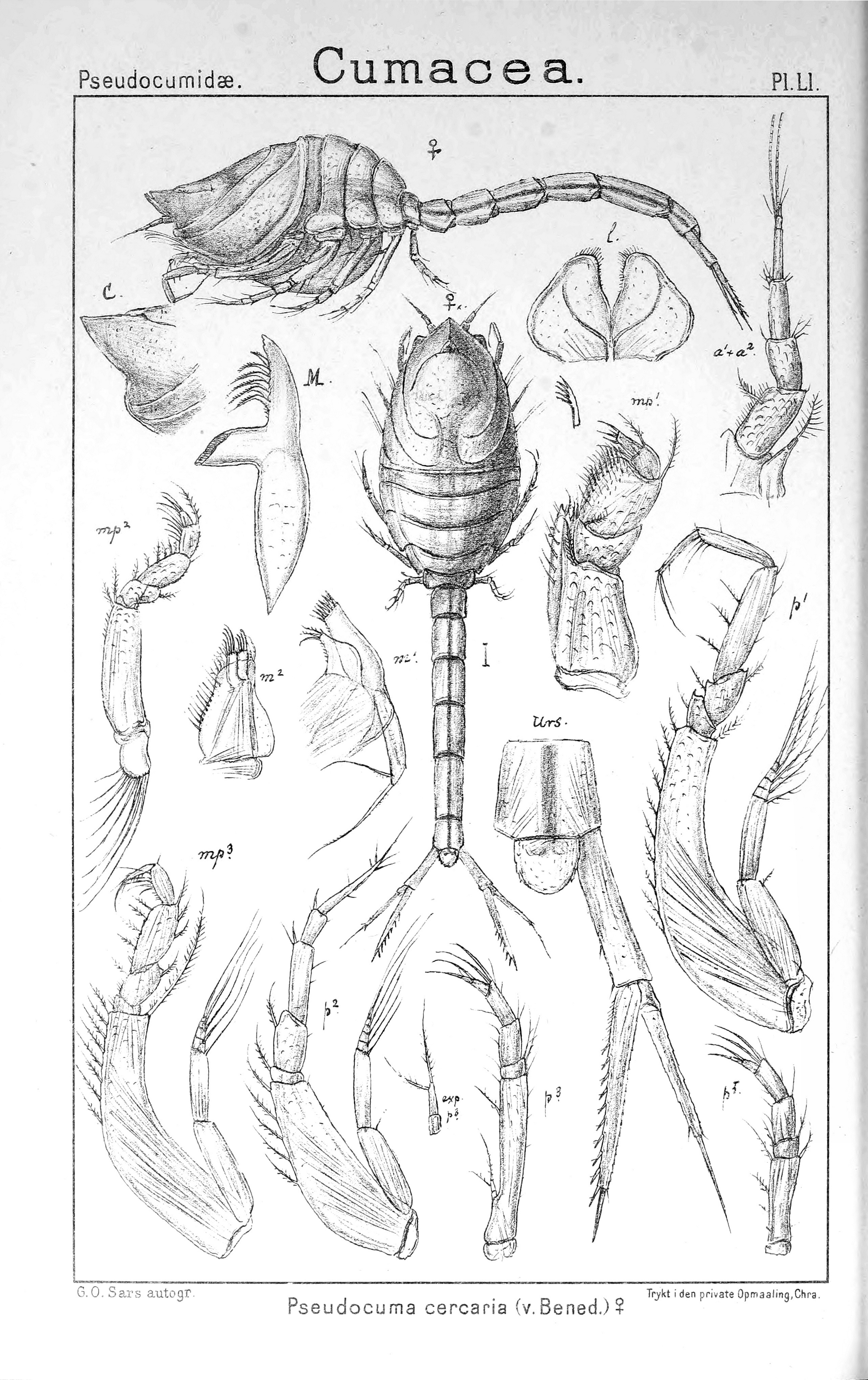
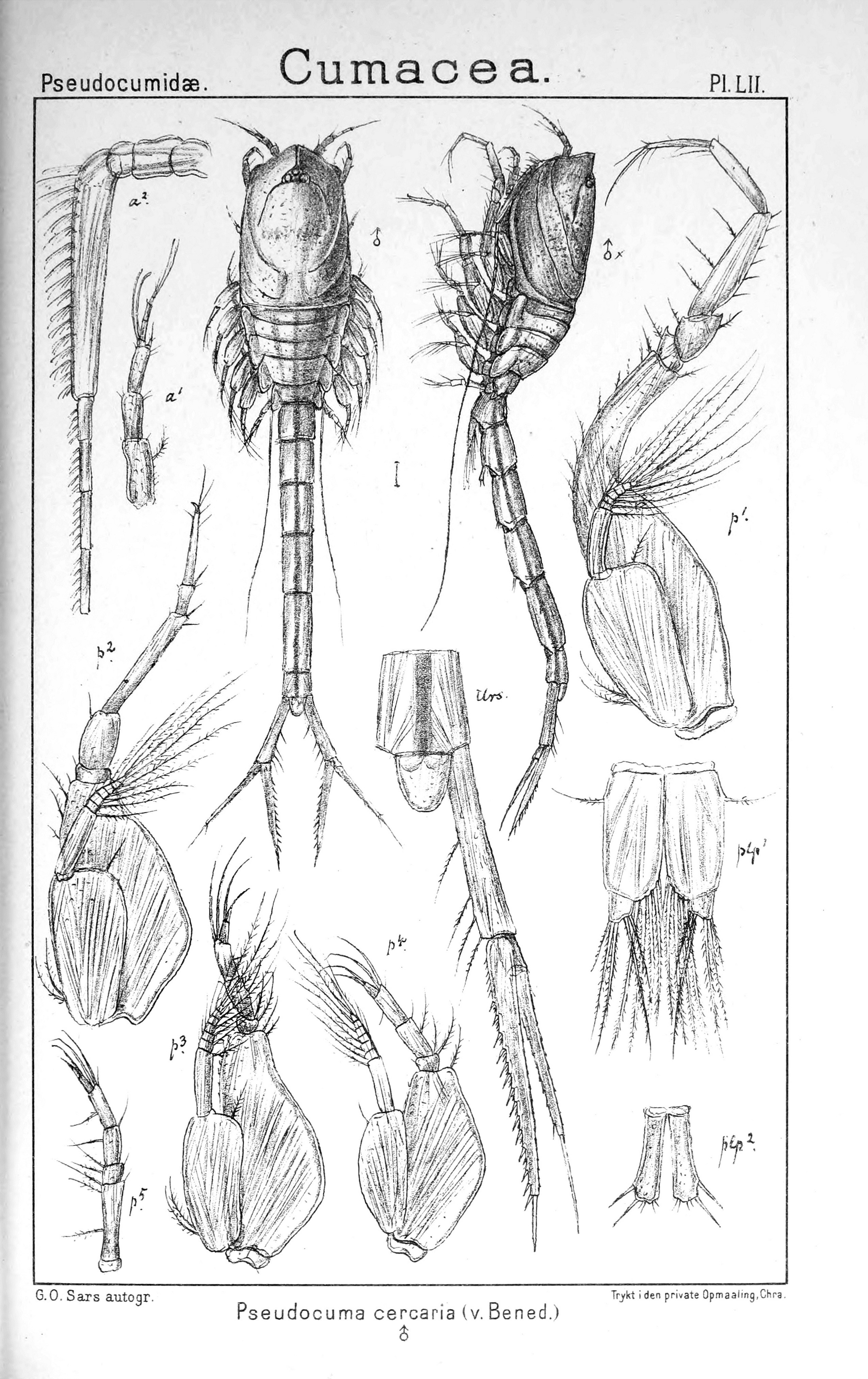